# Maison de Traba

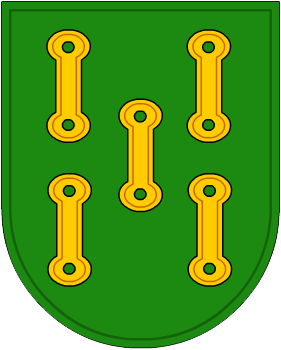
Un des blasons de la famille de Traba.

La Maison de Traba est une famille noble du Royaume de Galice qui eut un grand poids économique et politique au XIe siècle et au XIIe siècle dans le nord de ce qui est aujourd'hui l'Espagne et le Portugal. On retrouve parmi ses descendants de nombreux monarques d'autres pays européens.

## Origines
Le premier membre bien documenté de la famille de Traba est Froila Bermúdez (es) (ou Vermúdez ou encore Veremúndez). Il acquit une renommée aux environs de l'an 1060, lorsqu'il intervient dans les litiges judiciaires du Monasterio de San Martín de Jubia (es), actuellement sur la commune de Narón, où les moines le considéraient dominus noster. Il fit de splendides donations au monastère et après sa mort en 1091, il fut enterré au monastère dans une cérémonie solennelle à laquelle assistèrent deux évêques
Quelques-uns de ses descendants et de nombreux généalogistes lui cherchèrent une ascendance royale ou noble. Ils le firent petit-fils du comte Menendo González, régent du futur roi de Galice et de León durant son enfance. Fray Crespo de Pozo (es), par exemple, le fit descendre de la puissante famille galicienne des Menéndez. Les archives du monastère de Sobrade, principale source d'information sur les Traba, ne soutiennent aucune de ces hypothèses. Une hypothèse encore plus ambitieuse fait de Froila l'arrière-arrière-petit-fils de Ramón (ou Román, Raimundo ou encore Raymond), supposé fils légitime ou bâtard du roi Fruela Ier des Asturies.

## Territoires
Les domaines de Froila Bermúdez finirent par occuper une majeure partie de la province de La Corogne, à l'exclusion des propriétés ecclésiastiques de Saint-Jacques-de-Compostelle et de Sobrado. Ils incluent les terres situées au nord du Tambre, (anciennement connu sous le nom de Támaris ou Támara, la région étant elle-même connue sous le nom de Tras-Támara, desquelles il fut seigneur). Ses descendants agrandirent ce territoire pour constituer le Comté médiéval de Traba (ou Trava), qui terminait au Finisterre au sud-ouest, jusqu'à Ortigueira à l'est, en incluant les comarques de la vallée de Vimianzo, de Bergantiños, de Terra de Soneira et d'autres.
Froila combattit les Sarrasins et, bien que vassal des rois de Galice, résidents en León, il n'y a aucune trace indiquant qu'il ait exercé des charges royales. Cette situation changera avec ses fils et petits-fils.

## La lignée de Traba
Le premier Comte de Traba, ainsi mentionné dans un document du 28 mars 1098, est Pedro Froilaz (es), fils de Froila Bermúdez, qui fut auparavant Comte de Ferreira (Ferraria en latin de l'époque, qui est une localité du comarque de Bergantiños (et ensuite le premier Comte de Galice jusqu'à sa mort en 1128). Son fils, Fernando Pérez de Traba (es), eut une grande influence sur le Comté de Portugal.